# 林尹
林尹（1910年—1983年），字景伊，浙江省瑞安县人，中華民國時期文字學、聲韻學、訓詁學的學者。

## 生平
宣統二年，林尹出生在浙江瑞安的學術世家。祖父林養頤，受教於進士陳黻宸。父親林辛、叔父林損均執教於國立北京大學。林尹自幼喪母，隨父、叔長大。
民國十五年，林尹到北京中國大學就讀。黃侃在第一堂課讓他賦感懷詩，他作了一首〈秋夜感懷〉，詩云：
白露曖空月滿天，更深景物益淒然。悲秋蟋蟀鳴東壁，落葉梧桐逐逝川。大壑移舟唯有限，煦魚失水待誰憐。百年身世千年慮，幾度寒窗夜不眠。 
黃侃非常器重他，讓他到自己家中寄宿學習。林尹不久考入國立北京大學研究所國學門。
民國十七年，林尹畢業，論文題目為〈溫州方言〉，隨即被河北大學中文系聘為教授，當時林尹年僅19歲。之後林尹轉到湖北省立高級中學、金陵女子大學、北平師範大學任教。
民國二十六年，林尹在西山、漢口等地領導游擊。武漢淪陷後，林尹任諜報員，屢建功勛，六次受到蔣中正嘉獎。民國三十年6月，林尹被敵抓獲，囚禁在上海，堅拒威逼利誘（三赴刑場），作絕命詩云：

此心同日月，此志擬冰雪。日月長光輝，冰雪終皎潔。昔思李郭功，今灑文山血。忠義分所安，慷慨成壯烈。翹首望天衢，悠悠恨無極。家國遭屯蹇，中原遍荊棘。生死寧足論   ，憂時心惻惻。但為後來者，無忘滅虜賊。

國民黨中央黨部不惜鉅資電命蔣伯誠、吳開先等佈置營救。李士群於11月6日釋放林尹。獲釋後，林尹經香港抵四川，任教國立四川大學。
民國三十八年，林尹攜全家到台灣，任國立台灣師範大學教授、國文研究所所長。其後任教於國立政治大學、東吳大學、中國文化大學、輔仁大學、淡江大學，並先後擔任中國文字學會首任理事長、中華文學協會會長、孔孟學會常務理事、第一屆國大代表等。陳新雄1990年稱，台灣百分之八十的中文系主任均出自林尹門下。
林尹同時受教育部委託，參與研定常用、次用、罕用〈國字標準字體〉等工作。
1983年6月8日，林尹因肺癌病逝於台北榮民總醫院，享壽73歲，告別式以黨旗、國旗覆棺。

## 作品
著有《中國學術思想大綱》、《文字學概說》、《訓詁學概要》、《中國聲韻學通論》、《周禮今注今釋》、《兩漢三國文匯》、《重編國語辭典》、《中國百科全書》、《中文大辭典》、《大學字典》、《國民字典》、《景伊詩抄》等書。